# 波爾多 (內布拉斯加州)
波爾多（英語：Bordeaux）是位於美國內布拉斯加州道斯縣的非建制地區。

## 歷史
波爾多的郵局於1884年設立，其後於1896年停運。

## 地理
波爾多所處的海拔為高於海平面1129米（即3704英呎），而該地所採用的時區為UTC-6，即北美山地時區（MST）。同時該地設有夏令時間，為UTC-7調快一小時，即UTC-6（MDT）。